# Edwin Arlington Robinson
Edwin Arlington Robinson (22 de diciembre de 1869-6 de abril de 1935) fue un poeta americano que ganó tres premios Pulitzer  por su trabajo.

## Biografía
Robinson nació en el Condado de Lincoln, Maine; pero su familia se mudó a Gardiner, Maine, en 1871.

## Educación

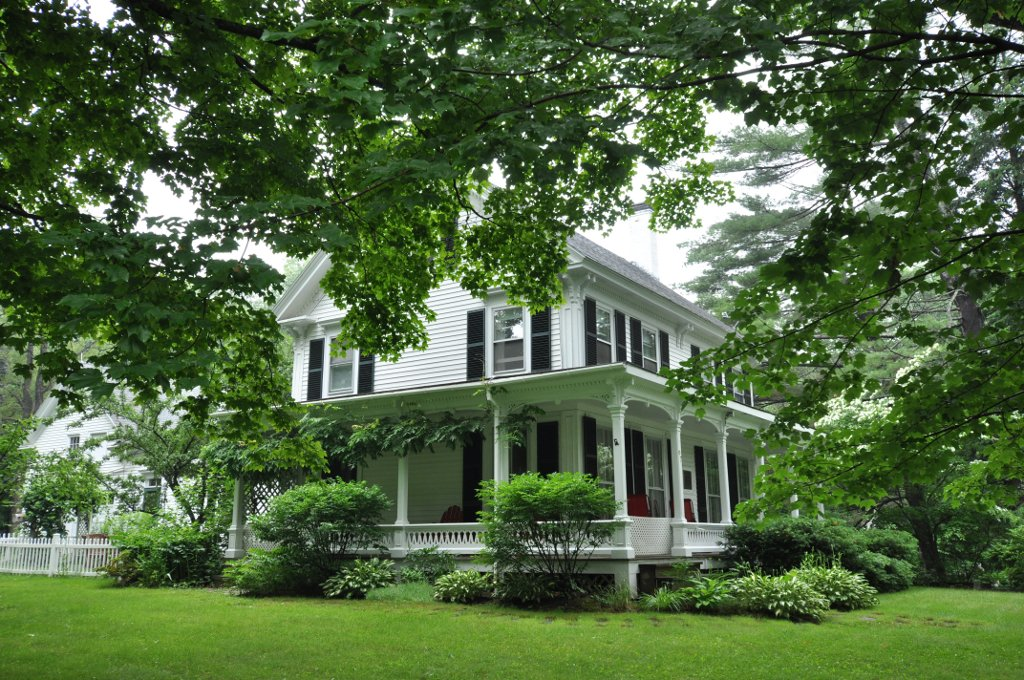
El Edwin Arlington Robinson Casa en Gardiner, Maine

Tuvo una infancia dura, lo que lo lleva a escribir poemas con un pesisimo e historias que llevaban a "un sueño americano que se ha ido." Su hermano mayor, Dean Robinson,  fue un doctor que se hizo adicto al láudano al automedicarse para su neuralgia. Su hermano de en medio , Herman, se casó con la mujer de la que Edwin estaba enamorado: Emma Löehen Pastor.  Emma apoyó a Edwin en su poesía.  El matrimonio de ellos fue un golpe al orgullo de Edwin, y durante la ceremonia de boda, el 12 de febrero de 1890, el poeta se quedó en casa y escribió un poema de protesta, “Cortège”, título que refiere al tren que tomaron los recién casados para irse a vivir a San Luis, Misuri.  Herman Robinson fracasó económicamentes y se hizo alcohólico y murió empobrecido en 1909 de tuberculosis en Hospital de Ciudad del Boston  El poema de Robinson "Richard Cory" está dedicado a Emma (la mujer de Herman) para referir a Dios y su marido.

A los 21 años, Edwin comenzó sus estudios en la Universidad de Harvard. Tomó clases de inglés, francés, Shakespeare e Idioma anglosajón.Uno de sus deseos era ser publicado en alguna de las revistas literarias de Harvard, objetivo que logró  en sus dos primeras semanas: The Harvard Advocate publicó el poema titulado "Balada de un barco"  e incluso fue invitado para conocer a los editores. El padre de Edwin, Edward, murió un año después. Edwin regresó a Harvard para su segundo año, pero sería el último como estudiante ahí. Aunque fue corta, durante su estancia en Cambridge logra hacer la mayoría de sus amistades más significativas. Robinson regresó a Gardiner a mediados de 1893 con la intención de empezar a escribir de manera más formal.  En octubre escribe su amigo Gledhill:

Escribir ha sido mi sueño desde que tuve la edad para planear un castillo en el aire. Ahora por primera vez, parezco tener las cartas de mi lado en este invierno, que será el inicio.

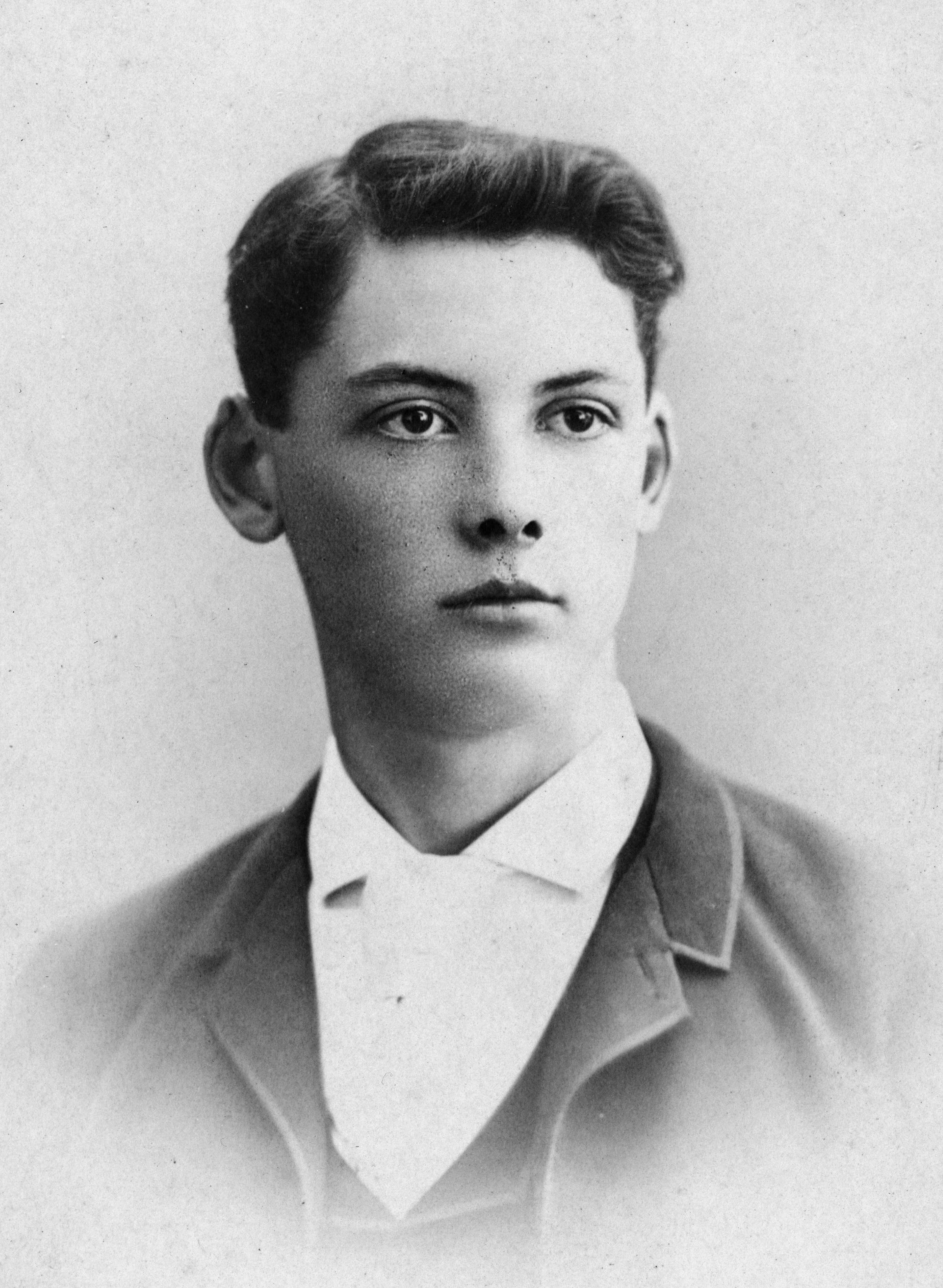
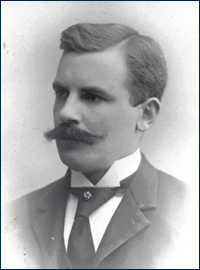
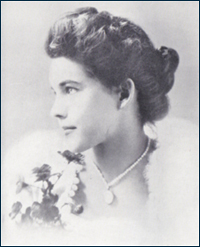

## Carrera

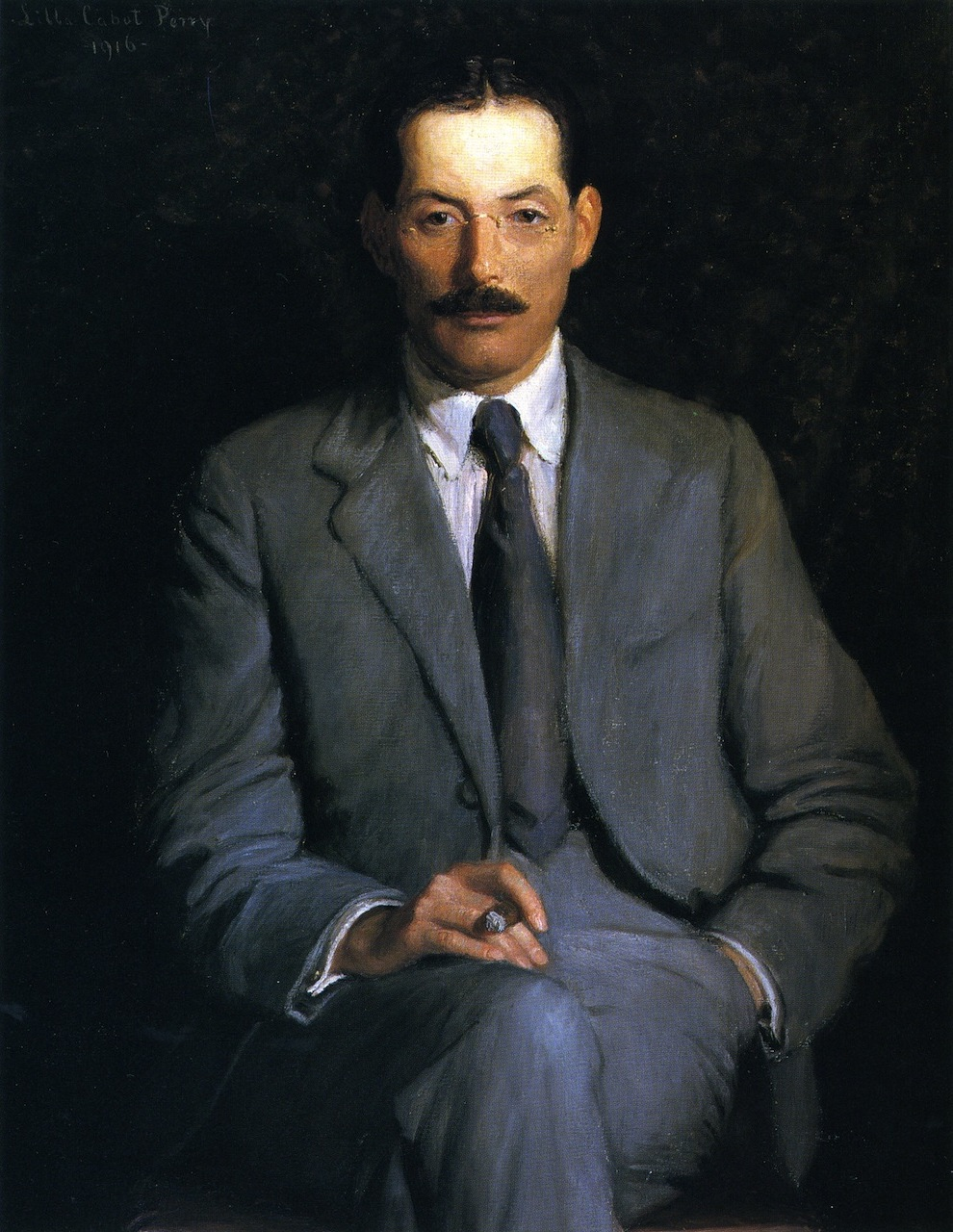
Lilla Cabot Perry, Edwin Arlington Robinson, 1916, Colby Colecciones Especiales Universitarias, Waterville, Maine

Cuando su padre falleció, Edwin se convirtió en el sostén de su familia. Trabajó en la agricultura y desarrolló una relación cercana con la mujer de su hermano, Emma;  quien después de la muerte de su marido Herman regresó a Gardiner con sus niños. Emma rechazó dos veces las propuestas de matrimonio de Edwin, por lo que él decide partir de manera definita de Gardiner.
Edwin se muda a Nueva York, donde hace amistades con otros escritores, artistas e intelectuales. En 1896 publicó su primer libro, El Torrente y la noche anterior, pagando 100 dólares para 500 copias. Robinson quiso sorprender a su madre con el libro pero días antes de que llegaran los ejemplares, Mary Palmer Robinson murió de difteria.
Su segunda obra Niños de la Noche, tuvo mayor circulación. Entre sus lectores estuvo el hijo del Presidente Theodore Roosevelt,  Kermit, quién lo recomendó a su padre. Impresionado por los poemas de Robinson, Roosevelt en le consiguió un trabajo en el año 1905 en la Oficina de Aduana de Nueva York. 
Gradualmente comenzó a tener éxito en el mundo de las letras. Ganó el Pulitzer Premio tres veces en la década de 1920.  En la posteridad, su trabajo se ha comparado con Hardy y [[Robert Frost]] . Durante los últimos veinte años de su vida pasaba los veranos en la Colonia MacDowell en Nuevo Hampshire, donde obtuvo la atención de varias mujeres. Robinson y la artista Elizabeth Sparhawk-Jones coincidieron varios veranos y tuvieron una relación amorosa.
Robinson nunca se casó. Murió de cáncer el 6 de abril de 1935 en el Hospital de Nueva York (en la actualidad el New York Cornell Hospital) en la Ciudad de Nueva York. A su muerte, Sparhawk-Jones realizó varias pinturas en su memoria.

## Obra seleccionada

### Poesía
- The Torrent and The Night Before (1896),
- Los Niños de la Noche (1897)
- Capitán Craig y Otros Poemas (1902)
- The town Down the river (1910).
- The man against the sky (1916)
- Merlin (1917)
- Las Tres Tabernas (1920)
- Lanzarote

### Obras teatrales
- Van Zorn (1914)
- The Porcupine (1915)